# Dominikanerkirche (Bad Wimpfen)

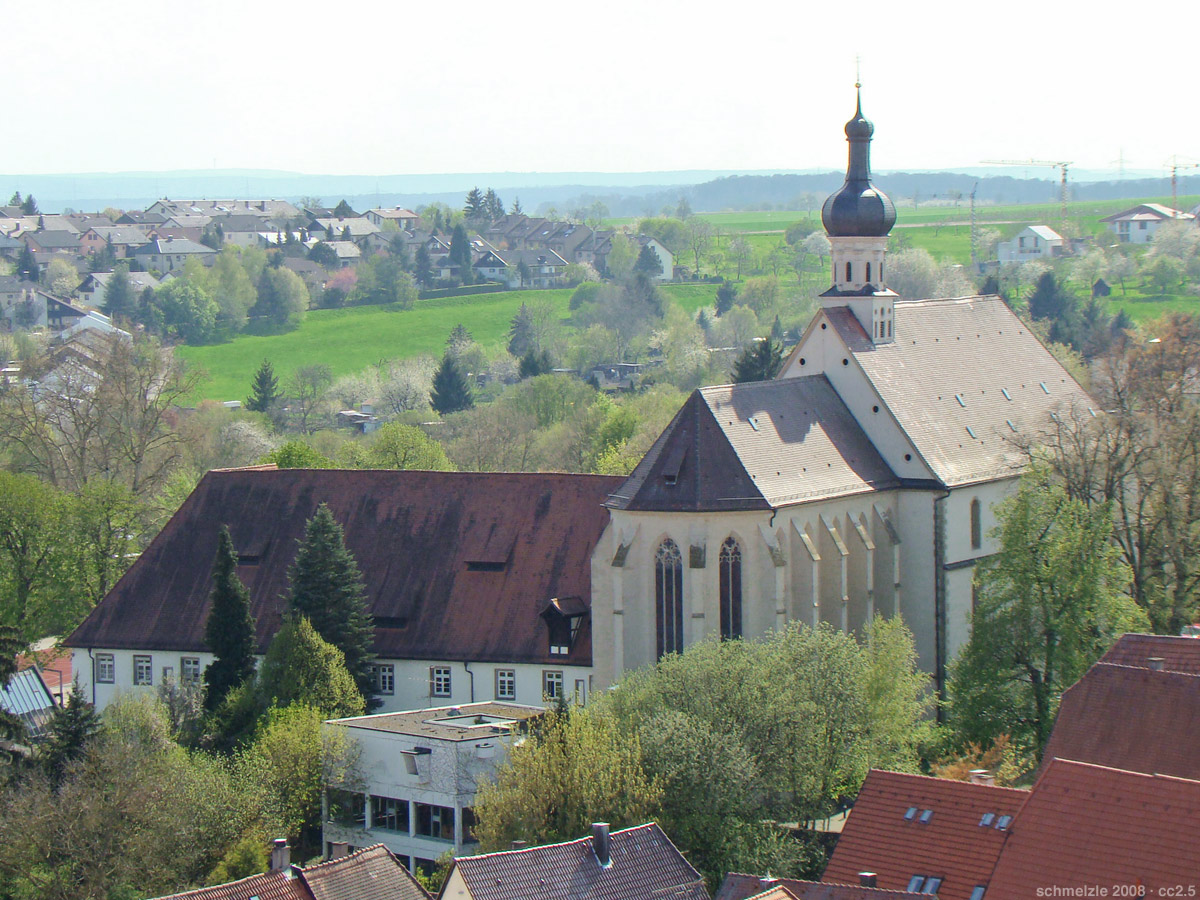
Die Dominikanerkirche in Bad Wimpfen, von der nordöstlich liegenden Pfalz Wimpfen aus gesehen

Die Dominikanerkirche ist ein historisches Kirchengebäude in Bad Wimpfen im Landkreis Heilbronn im nördlichen Baden-Württemberg. Die Kirche wurde als Klosterkirche des Dominikanerklosters im 13. Jahrhundert begonnen und im 18. Jahrhundert zu ihrer heutigen Gestalt umgebaut. Das ehemalige Kloster mit kunstvollem Kreuzgang ist heute ein Schulgebäude, die Kirche wird als katholische Stadtpfarrkirche zum Heiligen Kreuz genutzt. In der Kirche wird seit dem 13. Jahrhundert eine Kreuzreliquie verehrt, die vermutlich von Albertus Magnus nach Wimpfen gebracht wurde.

## Geschichte

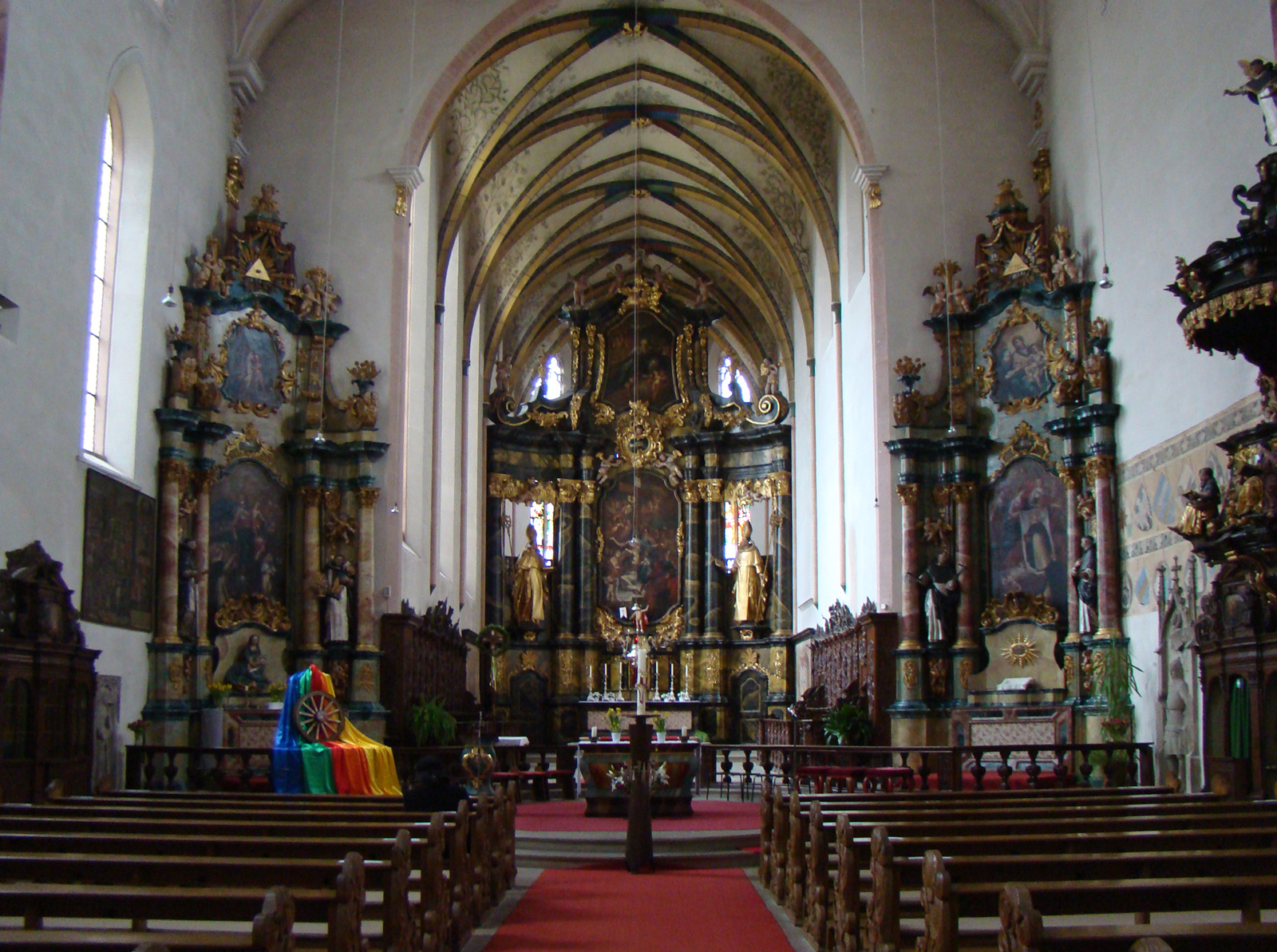
Blick zum Chor

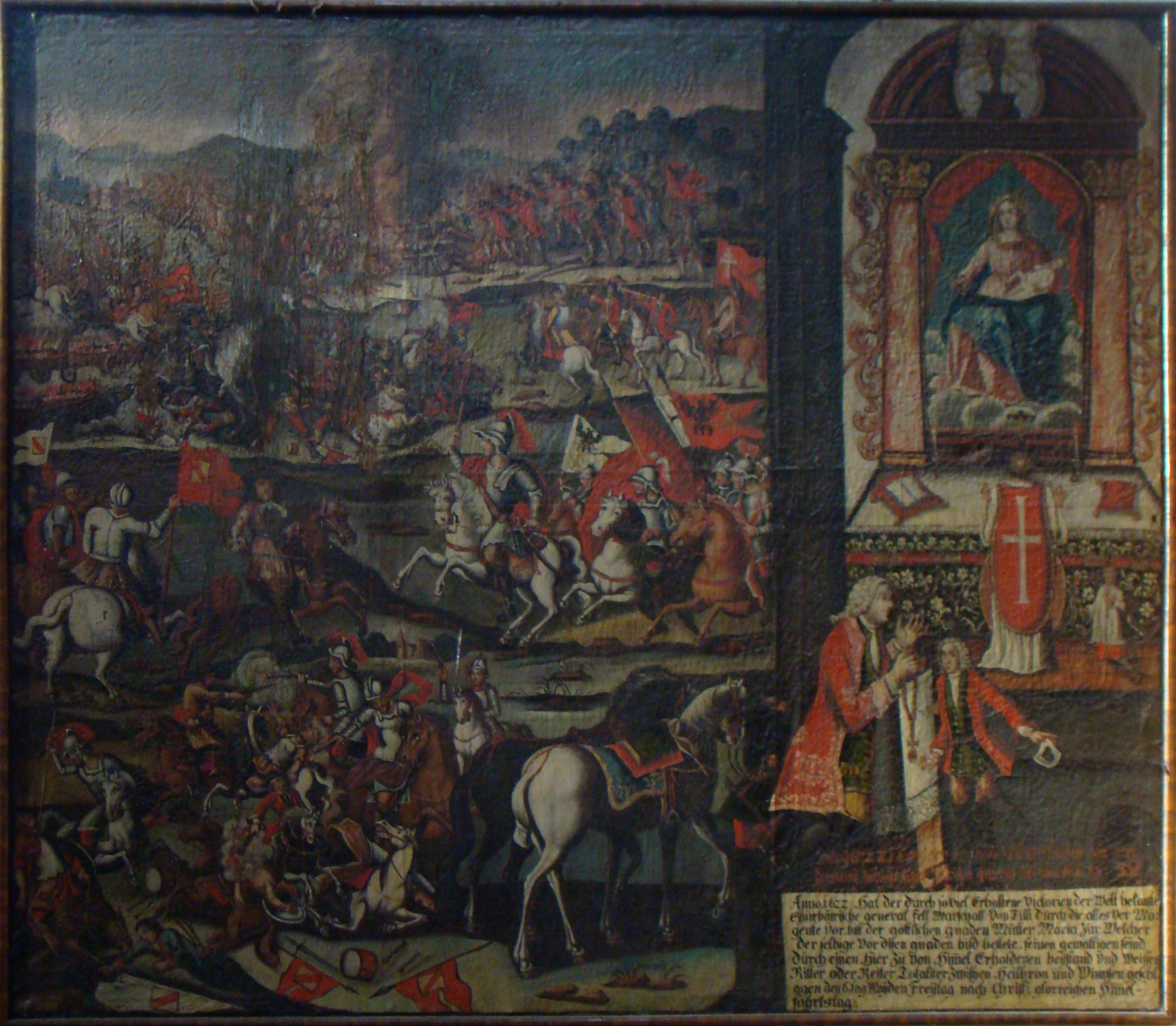
Tilly betend vor der Sitzenden Madonna bei der Schlacht bei Wimpfen 1622, Gemälde in der Dominikanerkirche

Im 13. Jahrhundert entstand auf einem Hügel südwestlich der Pfalz Wimpfen bzw. der Wimpfener Bergstadt ein Kloster des Dominikanerordens. Der Orden hatte das Bauland aus einer Stiftung des Engelhard von Weinsberg erhalten. Die Klosterchronik des Joachim Brodt von 1721 nennt 1264 als Jahr der Grundsteinlegung, während ein älteres Kopialbuch 1273 als Jahr des Baubeginns nennt. Brodt zufolge wurde die Kirche an der Stelle des früheren Hochgerichts errichtet und der Hochaltar 1269 dem heiligen Kreuz geweiht. Die Weihe soll durch den Regensburger Bischof Albertus Magnus erfolgt sein, der wohl auch Einfluss auf die bauliche Gestaltung der Klosteranlage nahm. Kirche und Klosteranlagen wurden sukzessive zu einer einen Kreuzgang umschließenden Anlage erweitert. Seinen heutigen Grundriss hatte das Kirchengebäude mit der Fertigstellung des Chores im frühen 14. Jahrhundert erreicht.
Das Kloster erfuhr zahlreiche Stiftungen und Schenkungen aus der Bürgerschaft und aus dem Adel. Es entwickelte sich zu einem der bedeutendsten Dominikanerklöster überhaupt, war von der Mitte des 15. bis zum späten 16. Jahrhundert Versammlungsort des Provinzial-Ordenskapitels, hatte die Kaiser Karl V. und Ferdinand I. zu Gast, gab wichtige wissenschaftliche und künstlerische Impulse und verfügte über eine bedeutende Bibliothek. Zu den bekannten Wimpfener Dominikaner-Konventualen des 16. Jahrhunderts zählen Michael Vehe, Johannes Fabri und Konrad Wimpina. Vehe und Fabri waren entschiedene Gegner der Reformation, die in Wimpfen durch Erhard Schnepf schon früh vorangetrieben wurde. Obwohl bald eine Mehrheit der Bürgerschaft dem reformierten Glauben angehörte, verblieb die Wimpfener Stadtkirche bei der katholischen Gemeinde, während die Dominikanerkirche von 1571 an als Simultankirche für die altgläubigen Dominikaner und die lutherische Gemeinde diente, bevor die Lutheraner 1588 die Stadtkirche erhielten.
Im Dreißigjährigen Krieg war das Kloster ein Waffenplatz der von Johann T’Serclaes von Tilly geführten Truppen im Umfeld der Schlacht bei Wimpfen 1622. Im Jahr 1632 besetzten schwedische Truppen das Kloster, vertrieben die Mönche und plünderten den Kirchenschatz. Nach der Schlacht bei Nördlingen 1634 wurde das Kloster an die Dominikaner rückerstattet, die ab 1655 auch wieder die pfarramtliche Versorgung der Wimpfener Katholiken erledigten.
Das Kirchenschiff wurde von 1713 bis 1715 umgebaut und dabei erhöht. Bis in die zweite Hälfte des 18. Jahrhunderts wurde die Kirche dann mit der größtenteils bis heute erhaltenen barocken Ausstattung versehen. Im Zuge der Umbauten fand man 1717 im alten Hochaltar eine Bleikapsel aus dem 13. Jahrhundert mit einer Kreuzreliquie, zu der sich eine Wallfahrt entwickelte. Diese Kreuzwallfahrt fand erstmals im Jahr 1719 zum Fest Kreuzauffindung (3. Mai) statt, wozu der Wormser Weihbischof Johann Baptist Gegg zur Kirchweihe und Wallfahrtseröffnung erschien. Das kleine Metallkreuz, in dem ein Splitter des Kreuzes Jesu Christi eingefasst wurde, ist mit vier Edelsteinen geschmückt.
Während der Barockisierung und auch noch danach nahm man wenig Rücksicht auf den überkommenen älteren Kirchenschmuck. Alte Wandmalereien wurden überstrichen oder überputzt, der alte Chorschluss durch den neuen Hochaltar vollkommen verstellt, alte Grabdenkmale durch neue Einbauten teilweise verdeckt. 1802 hat man sogar die frühgotische Chorverglasung aus einer Straßburger Werkstatt mit Bildfolgen aus dem Alten und Neuen Testament und dem Leben des heiligen Dominikus sowie Konkordanzschilderungen gegen einfache Glasfenster ersetzt. Die historischen Glasmalereien kamen dagegen in den Rittersaal der Gräflichen Kunstsammlung in Erbach.
Beim Übergang von Wimpfen an Baden 1803 wurde das Kloster landesherrliches Eigentum, bestand zunächst aber noch fort. Nachdem Wimpfen dann kurz darauf an Hessen gekommen war, wurde das Kloster 1818 aufgehoben. Die Klosterkirche ging in das Eigentum der katholischen Ortsgemeinde über, die Konventsgebäude hat 1838 die Stadt Wimpfen erworben und darin Schulen eingerichtet.

## Beschreibung

### Architektur
Die Klosterkirche ist eine Saalkirche mit 14 Meter breitem Kirchenschiff, an das sich der nach Osten ausgerichtete, schmale vierjochige gotische Chor mit 5/8-Schluss und Maßwerkfenstern anschließt. Das Portal befindet sich an der Nordseite, da das Kirchenschiff nach Westen d. h. der traditionellen Portalseite hin einem ansteigenden Geländebereich zugewandt ist, wo früher die Stadtmauer nahe der Kirche verlief. Die Fenster des Chores waren ursprünglich höher, doch wurde ihr unterer Teil im 18. Jahrhundert zugemauert. Das Kirchenschiff war dagegen niedriger und wurde 1713 um eine Fensterzone erhöht. Das große Fenster in der westlichen Giebelwand passt sich mit seinem bogenförmigen oberen Abschluss der einstigen Deckenlinie an. In der Mitte des Langhauses bedeckt eine Steinplatte den Zugang zu einer im 18. Jahrhundert angelegten Gruft, die von 1735 bis 1807 als Begräbnisort diente.
Der heutige Haupteingang in der Nordwand wurde beim Umbau im 18. Jahrhundert nachträglich eingebrochen, an anderer Stelle der Nordwand ist noch der Spitzbogen eines früheren Portals im Mauerwerk zu erkennen. Das heutige Portal ist von Säulen flankiert und wird von Figuren der Madonna, des hl. Dominikus und der Katharina von Siena bekrönt, es trägt die Jahreszahl 1718. Der Schlussstein des Portals zeigt einen heraldischen Haken mit Stern, Pilgerstab und Lilienstengel, der entweder als Konventszeichen oder als Personenmarke des Priors und Bauherrn verstanden wird.
Hinter dem barocken Hochaltar ist im Chor die neue Sakristei und darüber eine Chorempore eingebaut, während südlich an den Chor die massive alte Sakristei anschließt, die noch aus der ersten Zeit der Kirche stammt. Die Kirche hat keinen Turm, sondern lediglich einen Dachreiter, der in seiner heutigen barocken Form 1715 nach dem Kirchenumbau von 1713 aufgesetzt wurde.
Die nach Süden angebauten Klostergebäude bilden einen Kreuzgang. In den Klostergebäuden sowie in daran anschließenden Neubauten an der Stelle des früheren Pfarrhauses ist das Hohenstaufen-Gymnasium Bad Wimpfen untergebracht.

### Ausstattung

#### Altäre und Kanzel

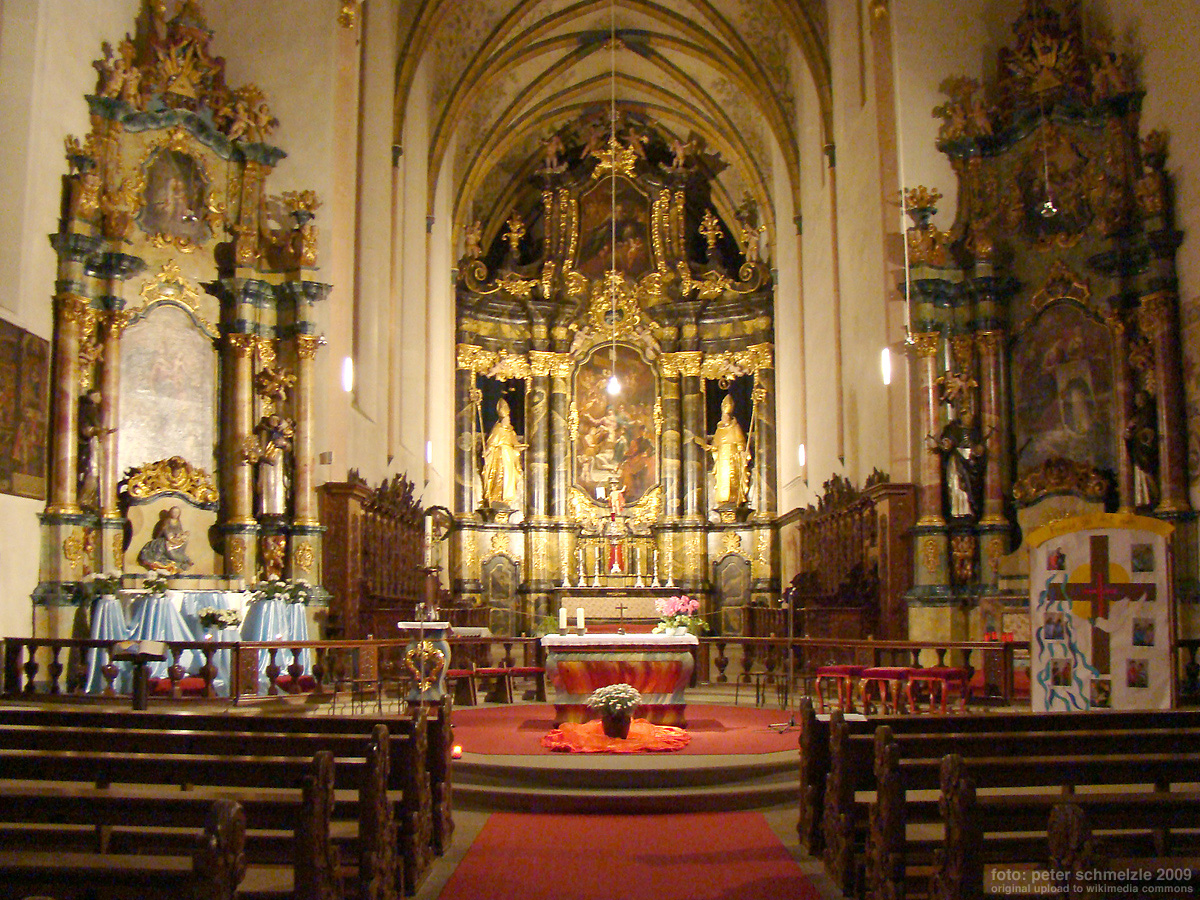
Hauptaltar und Seitenaltäre

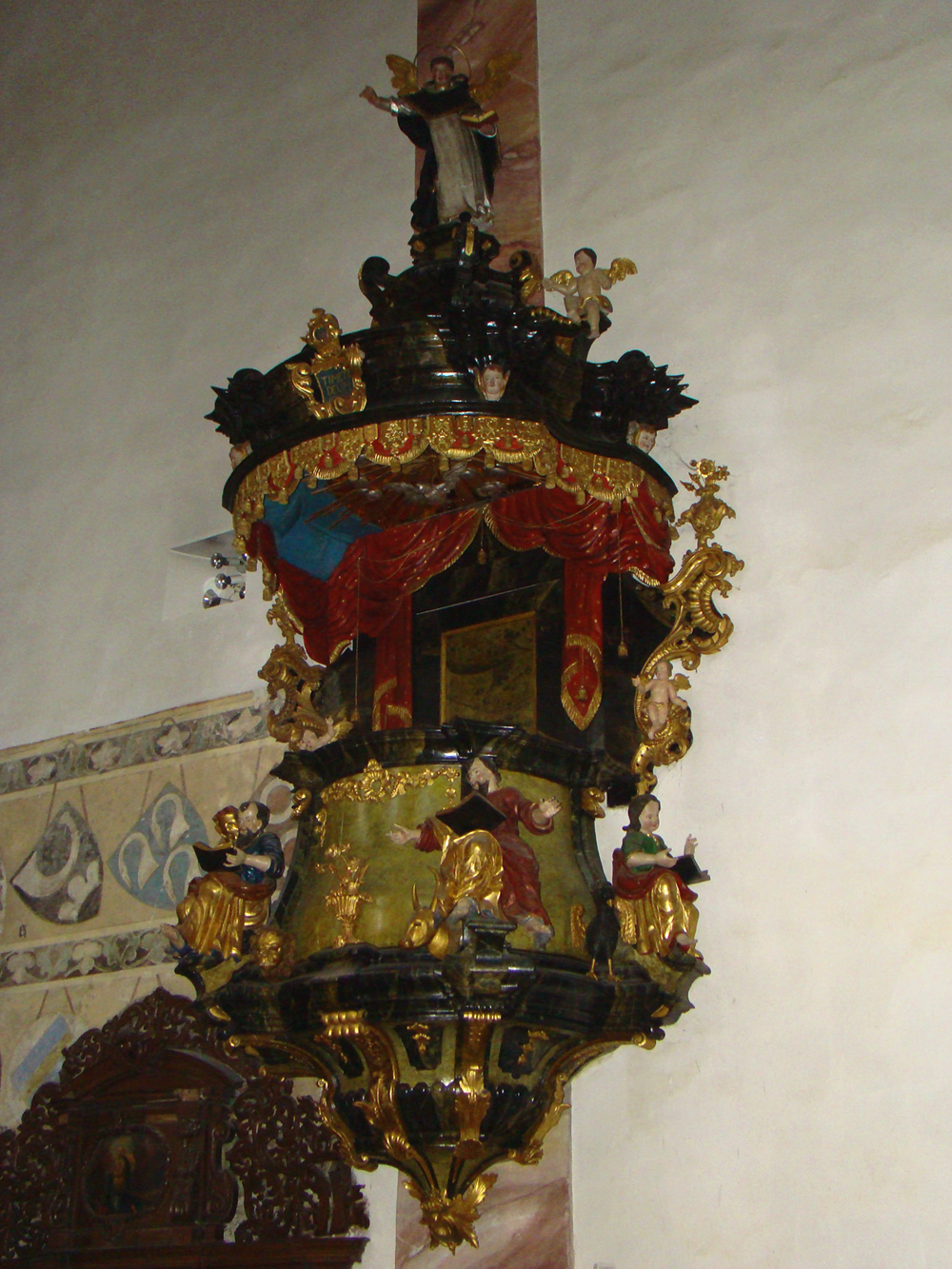
Kanzel

Der Hauptaltar im Chor stammt von 1737. Der barocke Altar füllt den gesamten lichten Raum des Chors und teilt davon eine hinter dem Altar liegende Sakristei ab, zu der zwei Türen im Altar führen. Die Mensa des Altarwerks befindet sich auf einem dreistufigen Unterbau. Die Mitte des Altars bildet das von Säulchen und Rankwerk flankierte und von kleinen Putten und einer Erlöserfigur bekrönte Tabernakel. Das darüber befindliche kolossale Altar-Hauptbild von Johannes Gisser von 1736 zeigt die Kreuzabnahme sowie den Klosterstifter Engelhard von Weinsberg. Das Bild wird von Säulen und den überlebensgroßen vergoldeten Figuren der Dominikanerbischöfe Antoninus von Florenz und Albertus Magnus flankiert, darüber thronen, von größeren Putten gestützt, Gottvater und der heilige Geist im Aufzugsbild. Der Altar ist von vergoldetem Rankwerk und weiteren Putten bekrönt, die sich von der dunklen Marmorierung der Altararchitektur abheben. Die Farbfassung stammt von einem Maler Kummer aus Eybach aus dem Jahr 1746.
Die Seitenaltäre an den Seiten des Triumphbogens zum Chor wurden 1745 und 1746 aufgestellt. Das Altarbild des in der nördlichen Ecke stehenden Rosenkranzaltars zeigt Maria, wie sie den Rosenkranz an Dominikus und Katharina von Siena verleiht, darüber die heilige Rosa von Lima. Die flankierenden Figuren sind Petrus von Verona und Hyazinth. Der in der südlichen Ecke befindliche Dominikusaltar zeigt Maria, die begleitet von Katharina und Barbara einem Ordensbruder ein Dominikusbild reicht. Darüber die Vermählung der Katharina von Siena. Die Seitenfiguren sind Ludwig Bertrand mit einem zur Schusswaffe übergehenden Kruzifix sowie ein nicht näher bezeichneter Heiliger oder Mönch.
Der südliche Seitenaltar stimmt stilistisch mit dem Hochaltar überein. Der nördliche Seitenaltar weist zwar eine gleichartige Architektur, allerdings andere stilistische Merkmale auf.
Die Seitenaltäre an den Langhauswänden sind in schlichterer Formensprache gehalten. Sie zeigen in den Mittelbildern eine Heilige Familie sowie das Martyrium der hl. Barbara, in den Aufsätzen die Heiligen Thomas und Sebastian. Der Seitenaltar an der Nordwand wird von zwei Figuren der Dominikus und Petrus Märtyrer flankiert. Auf den Mensen des Hochaltars und der Seitenaltäre befanden sich einst pyramidenförmige Vitrinen mit Reliquien.
Die barocke Kanzel an der Südwand der Kirche hat etwa das gleiche Alter wie die Altäre und eine übereinstimmende dunkle Marmorierung der Architektur mit üppigem vergoldeten und farbig gefassten Schmuck aus Figuren und Rankwerk. Der verzierte Schalldeckel wird von einer Figur des Dominikaners Vincentius Ferrerius bekrönt. Die Kanzel kann vom Obergeschoss des Kreuzgangs aus betreten werden. Weitere Ausstattungsgegenstände des 18. Jahrhunderts sind die 1755 gestiftete Ewige Lampe vor dem Hochaltar, das Chorgestühl sowie verschiedenes Inventar.

#### Bedeutende Figuren

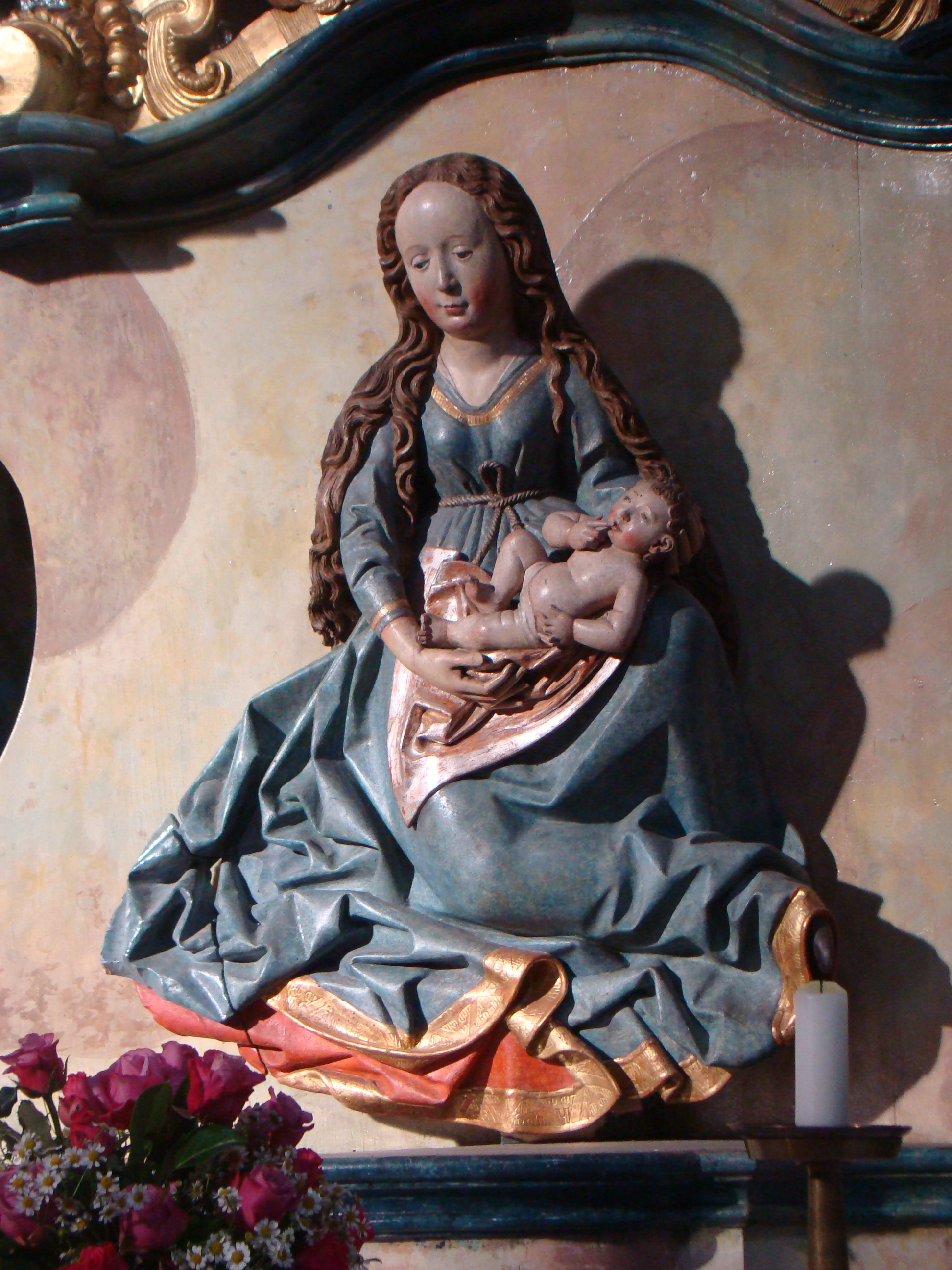
Sitzende Madonna

Auf dem nördlichen Seitenaltar befindet sich eine farbig gefasste vollplastische Schnitzarbeit der sitzenden Madonna mit dem Kind. Die Figur ist 58 cm hoch, die Figurenkomposition folgt einem Stich von Martin Schongauer (Minott 38). Die Ausführung des Faltenwurfs verweist auf oberrheinische Einflüsse. Die Figur entstand wohl um 1525 und befand sich einst in der Cornelienkirche. Ein historisches Gemälde zeigt Tilly vor der Schlacht bei Wimpfen 1622 betend vor jener Figur in der Cornelienkirche.
In einer Nische in der Südwand befindet sich eine farbig gefasste Tonplastik, die Maria mit dem Leichnam Christi auf dem Schoß darstellt. Die Pietà ist auf der Rückseite durch eine Inschrift auf 1416 datiert. Gesicht, Haare und Stofflichkeit der Figur weisen stilistische Übereinstimmungen mit der Neckarmühlbacher Apostelgruppe auf, so dass derselbe Meister für beide Werke in Betracht kommt. Als eine der wenigen datierten Figuren dieses Typs kommt der Pietà Bedeutung für die zeitliche Einordnung vergleichbarer Werke zu.
Ebenfalls an der Südwand ist eine farbig gefasste Kreuzigungsgruppe aus Lindenholz angebracht. Neben Kruzifix und Figuren der Maria und des Johannes zählen auch die zwei an der Nordwand befindlichen Figuren des Hl. Dominikus und des Hl. Petrus Märtyrer zu jener Gruppe. Die jeweils etwa 155 cm hohen Standfiguren wurden einst dem um 1470 im Kloster verstorbenen Bildhauer Dannecker, neuerdings jedoch Michel Erhart aus der Zeit um 1450–85 zugeschrieben. Das fast doppelt so große Kruzifix ist wohl eine Gehilfenarbeit. Bis zum barocken Umbau der Dominikanerkirche könnten diese Figuren wohl den Schrein eines Hochaltars im Chor gefüllt haben. Bevor man die Kreuzigungsgruppe an der Südwand und die beiden anderen Heiligenfiguren seitlich des nördlichen Seitenaltars angebracht hat, befanden sie sich gemeinsam an der Wand des Triumphbogens.

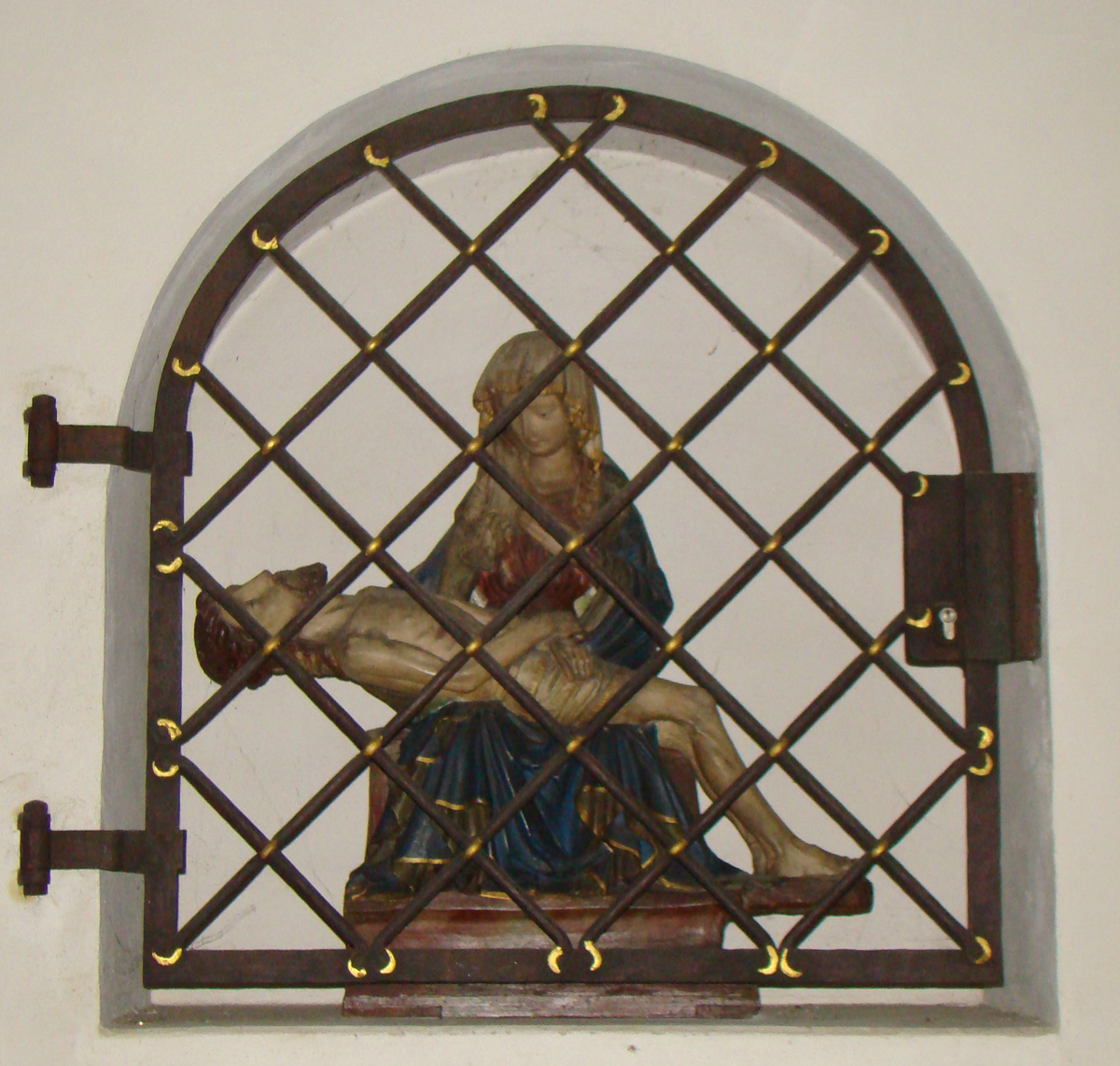
Pietà
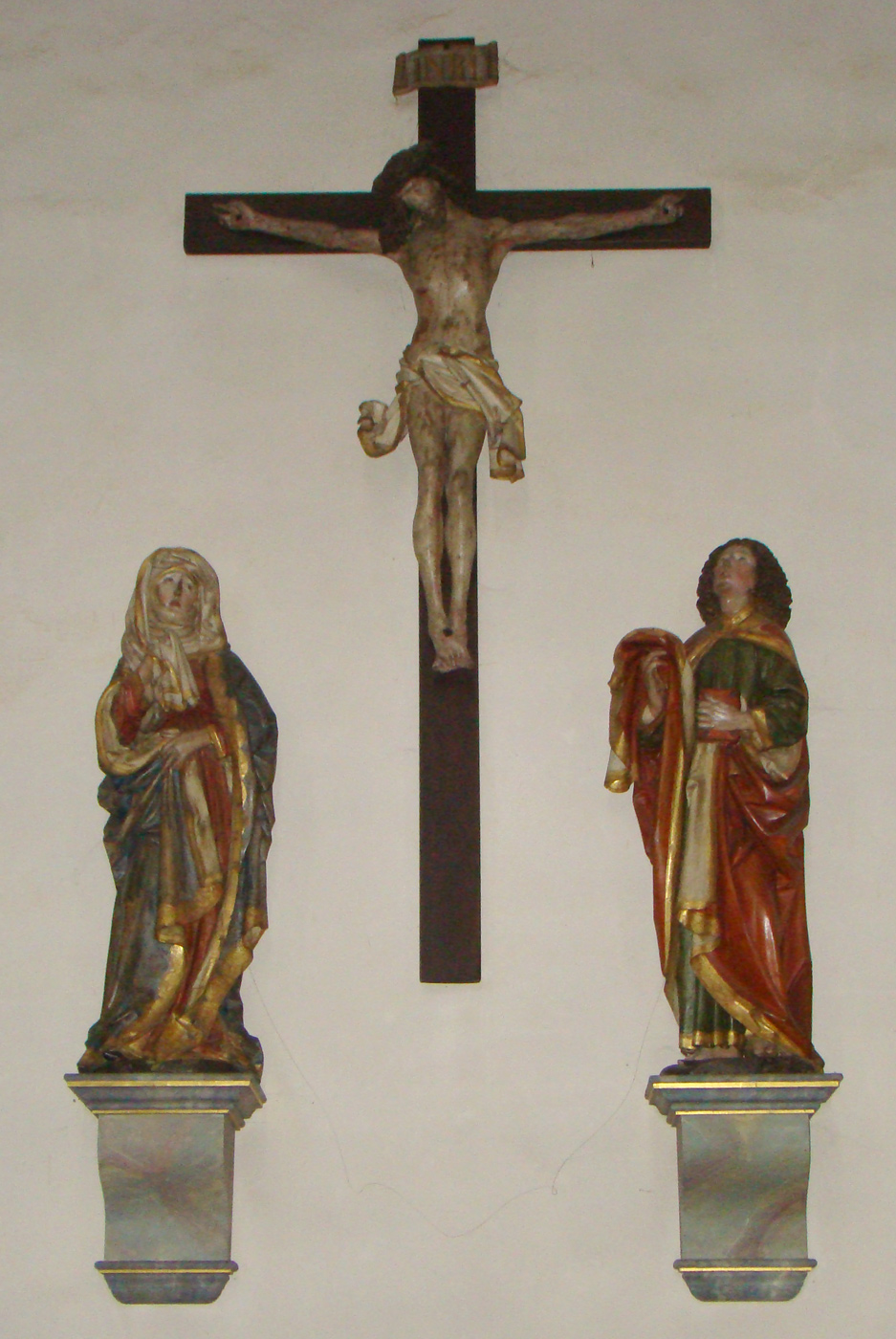
Kreuzigungsgruppe

#### Grabmale

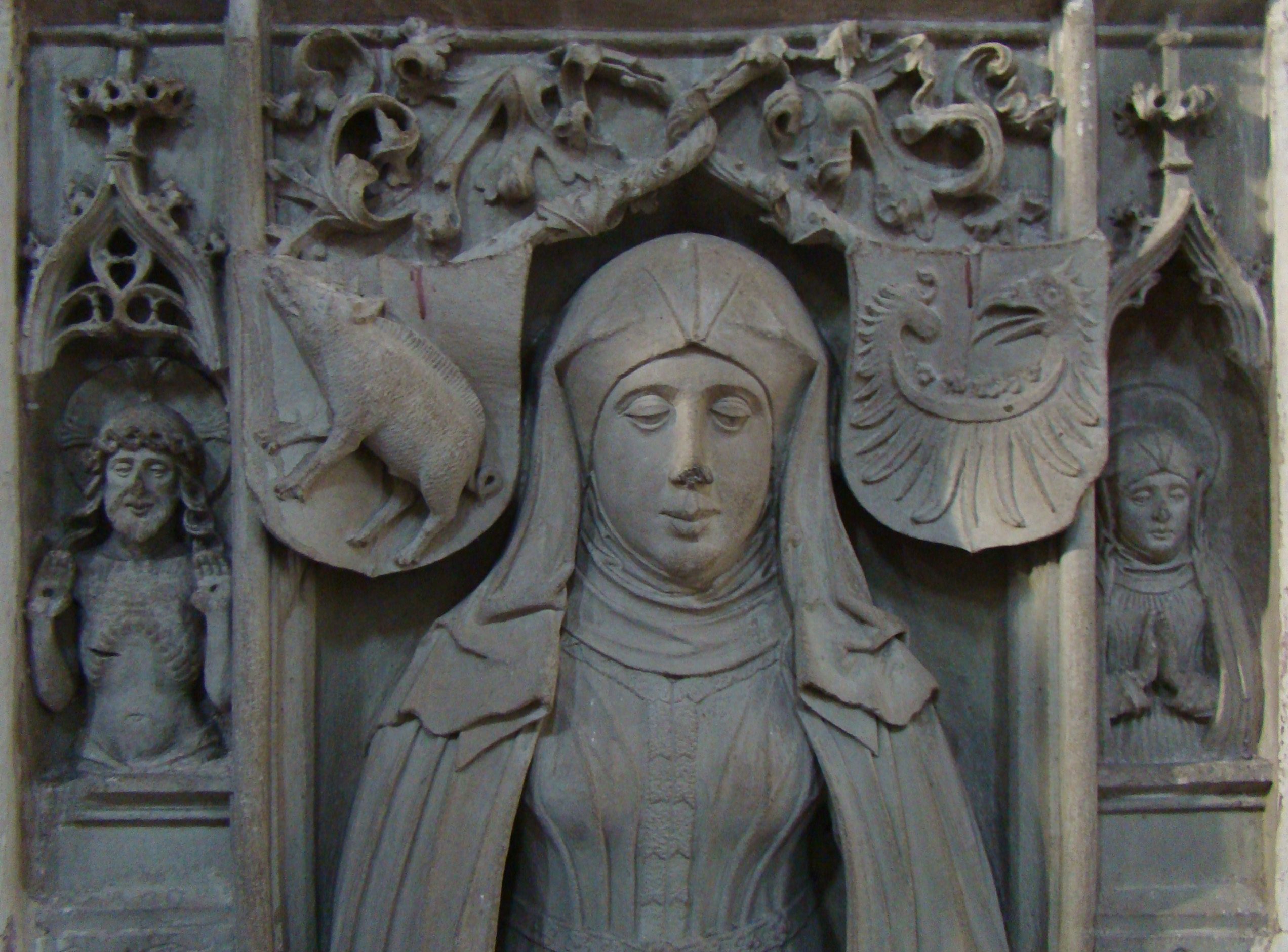
Detail vom Grabmal der Anna von Ehrenberg

An der südlichen Seitenwand des Langhauses befindet sich das gotische Grabmal eines Herrn von Weinsberg. Es zeigt den Verstorbenen in Lebensgröße in Rüstung, darüber das Weinsberger Wappenschild mit Turnierhelm, dessen Helmzier eine gekrönte Frauenbüste zwischen zwei die sonst üblichen Büffelhörner ersetzenden Fischen aufweist. Zu den Füßen des Verstorbenen ist ein Hund als Zeichen der Treue zu sehen. Das Grabmal ist von Fialen flankiert und von einem bossenbesetzten und eine Kreuzblume tragenden Giebel bekrönt. Aus stilistischer Sicht ist das Grabmal wohl frühestens im 15. Jahrhundert entstanden. Es ist unklar, ob es sich dabei um ein lange nach dessen Tod geschaffenes Grabmal oder Epitaph des Klostergründers Engelhard von Weinsberg oder um das eines jüngeren Vertreters dieser Familie handelt.
Gegenüberliegend an der Nordwand befindet sich das Grabmal der 1472 verstorbenen Anna von Ehrenberg geb. von Schlatt. Die Verstorbene ist in Lebensgröße als Hochrelief abgebildet, das nach oben hin an räumlicher Tiefe gewinnt. Im unteren Bereich ist das Grabmal von einer gotischen Umschrift umgeben, das die Verstorbene bezeichnet. Der Kopfbereich wird dagegen von Nischen mit spätgotischen Baldachinen flankiert, in denen links der dornengekrönte Christus die Wundmale zeigt, rechts die in Andacht befindliche Muttergottes zu sehen ist. Im plastisch gestalteten Rankwerk über dem Kopf der Verstorbenen sind die Wappenschilde der von Schlatt (Schwein) und der von Ehrenberg (Vogelschwinge) aufgehängt, zu ihren Füßen sind die Wappenschilde der von Haspinger (drei Schlüssel) und der von Thalheim (Eisenhüte).

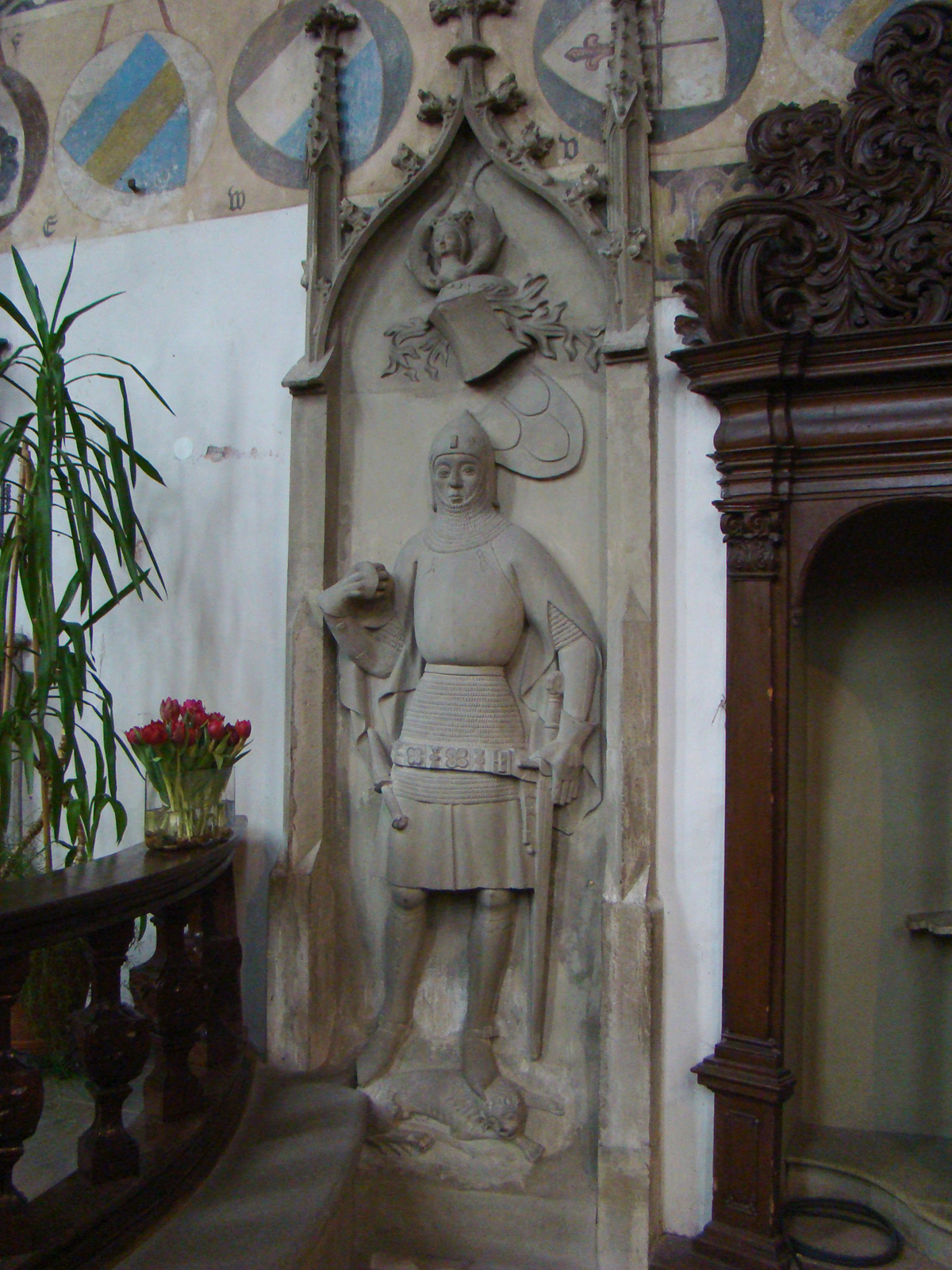
Grabmal des Herrn von Weinsberg
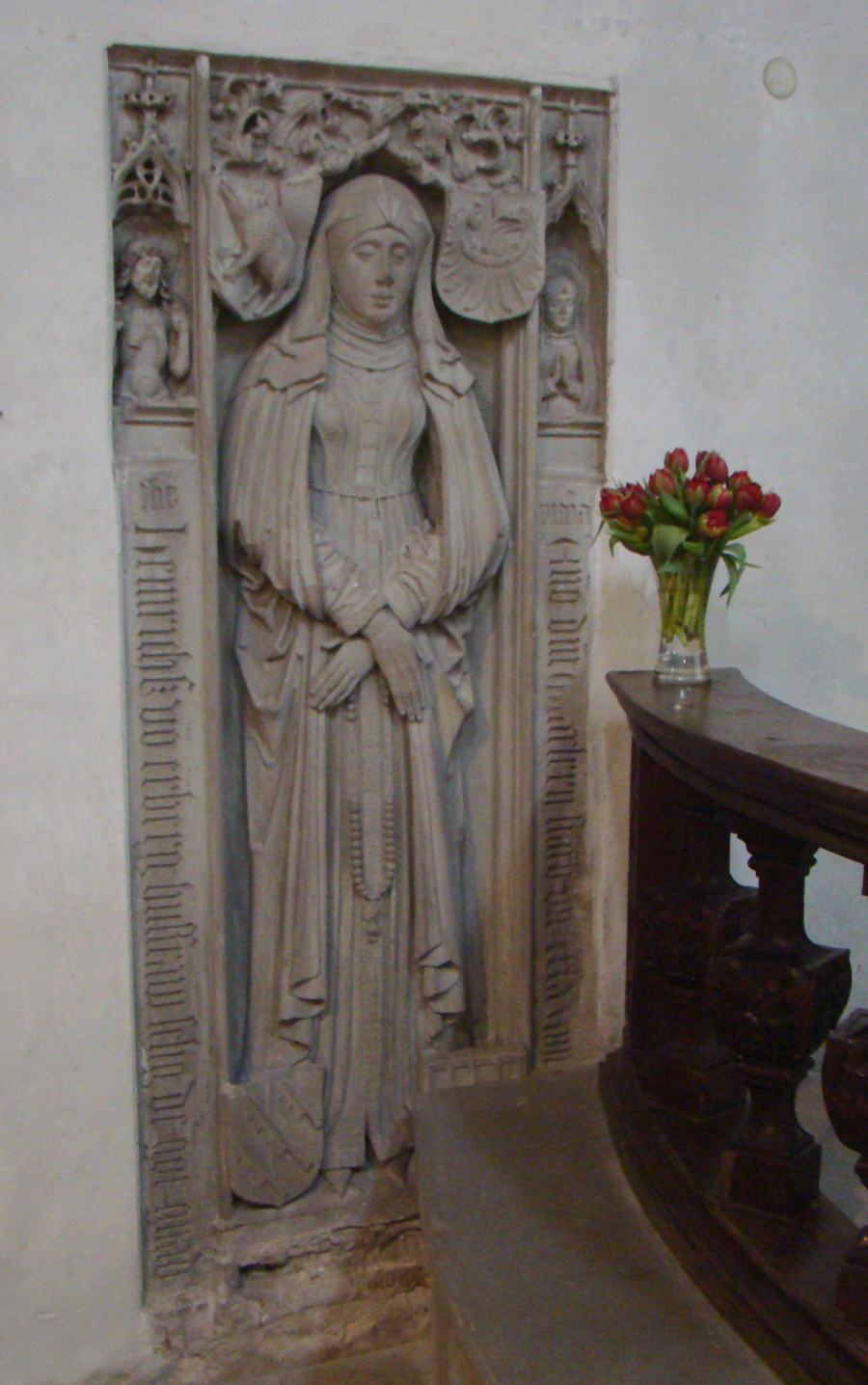
Grabmal der Anna von Ehrenberg

#### Chorgestühl
Das Chorgestühl wurde 1773/74 von Christian Felderer aus Gemünd gefertigt, der als Frater Andreas dem Kloster angehörte, gleichzeitig auch Koch war und 1778 verstarb. Von ihm und seinen Gehilfen Wendelin Unterfinger und Joseph Bockmeyer stammen auch das Orgelgehäuse, die Kommunionsschranken, die Beichtstühle und das Gemeindegestühl im Langhaus. Felderers Chorgestühl zeichnet sich durch reiche florale Ornamente aus. Neben Felderers Rokoko-Gestühl haben sich im Chor auch noch Reste älteren gotischen Chorgestühls erhalten, das 1462 von Frater Friedrich Taucher geschaffen wurde. Dieses ältere Gestühl kennzeichnet sich durch gotisches Fischblasen-Maßwerk sowie Stuhlknäufe mit verschiedenen Stifterwappen, darunter abermals Weinsberg, Ehrenberg und Schlatt.

#### Wandmalereien

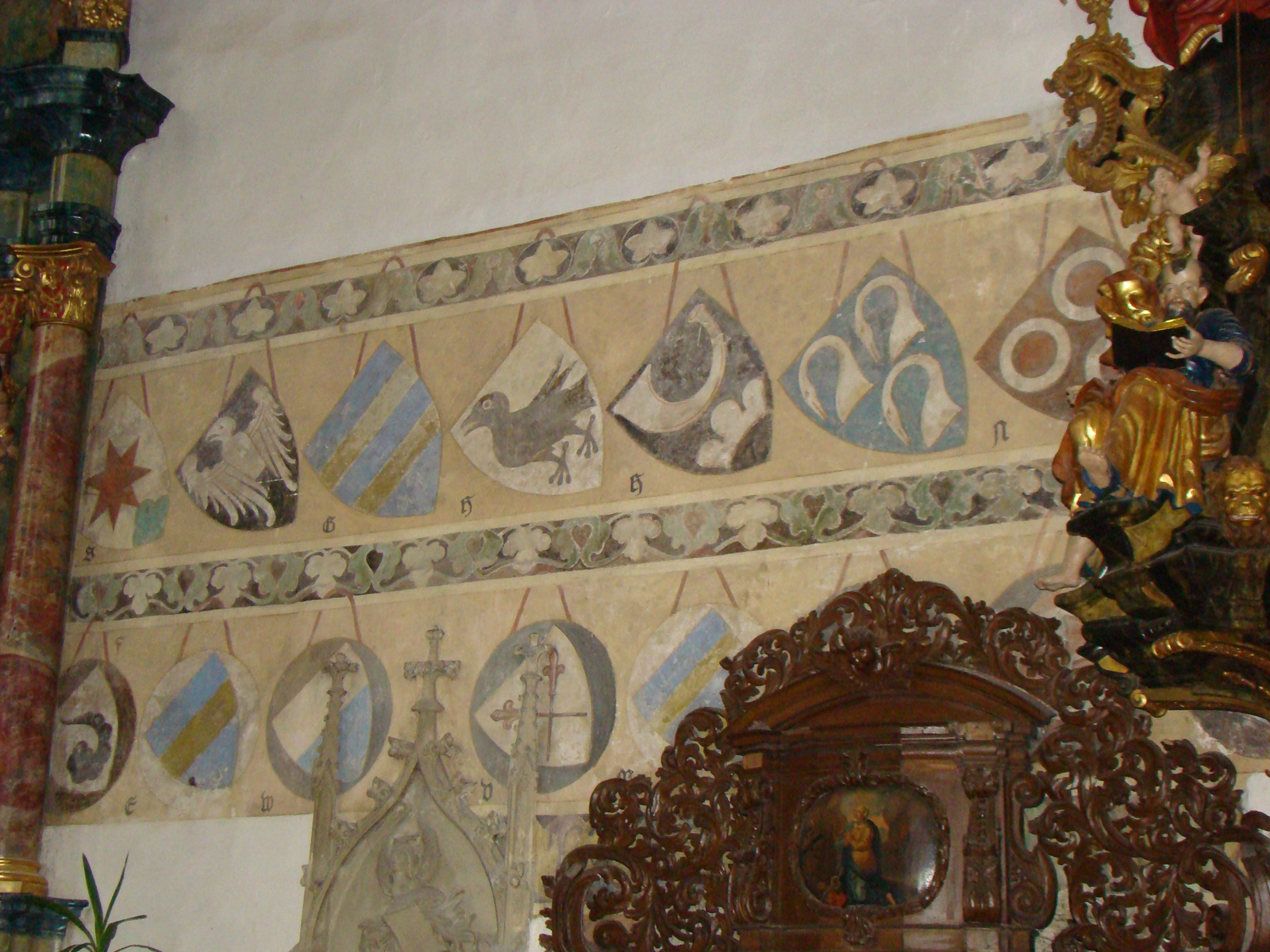
Wappenfries an der Südwand

An der Südwand des Kirchenraums sind Reste der ehemals sich über die gesamte Wand erstreckenden gotischen Ausmalung mit Stifterwappen erhalten. Als man 1718 die Empore der Kirche eingezogen hat, wurden die damals noch sichtbaren Stifterwappen der Seitenwände auf die Brüstung der Empore übertragen. Die Wappen stammen vornehmlich von den Familien Weinsberg, Gemmingen, Neipperg, Sickingen, Fechenbach, Ehrenberg, Schlatt, Helmstatt und Thalheim.
An einigen Stellen im Langhaus und vor allem im Chor hat man darüber hinaus Teile der historischen Ausmalung wieder freigelegt.

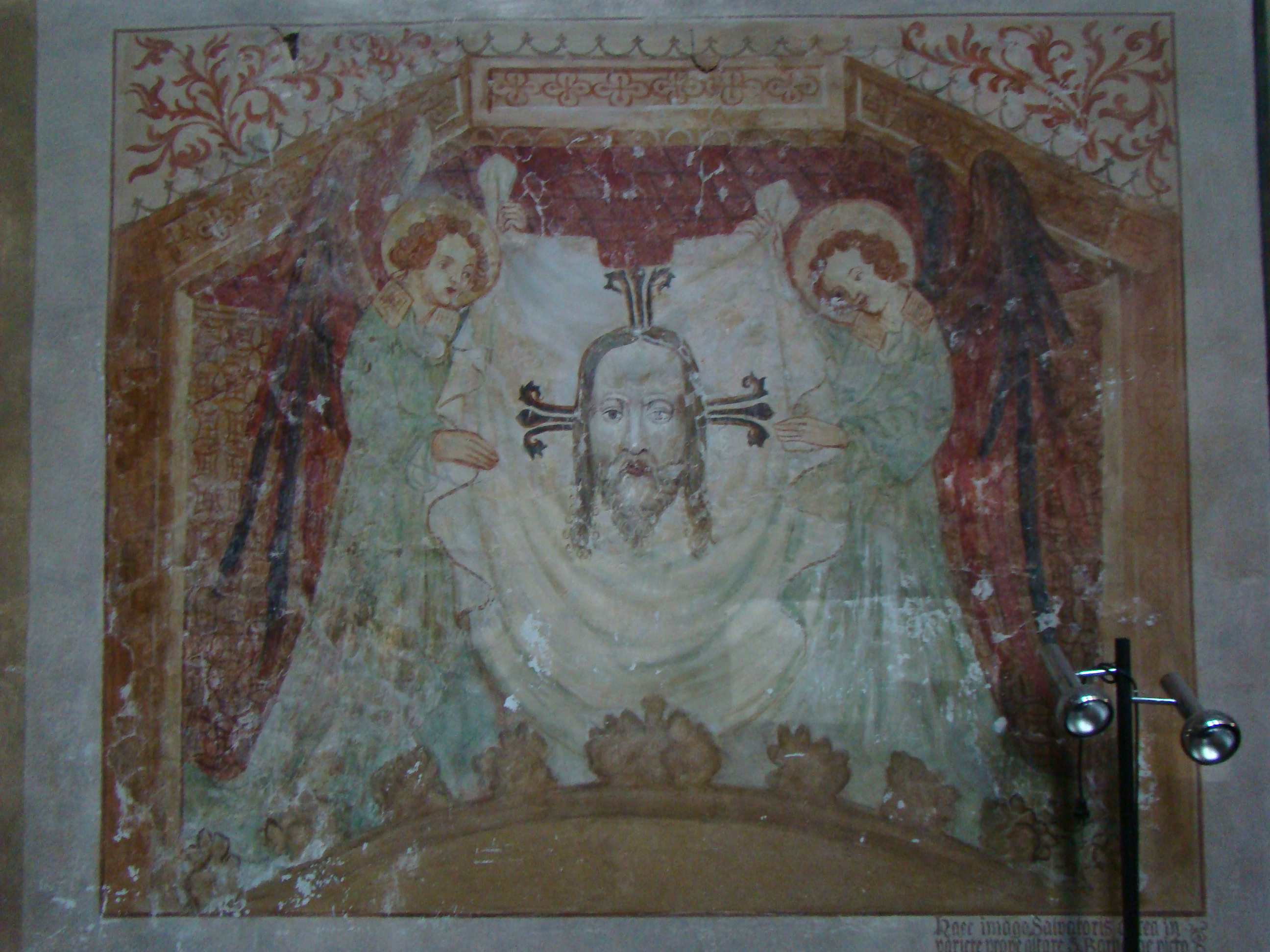
Schweißtuch der Veronika im Chor
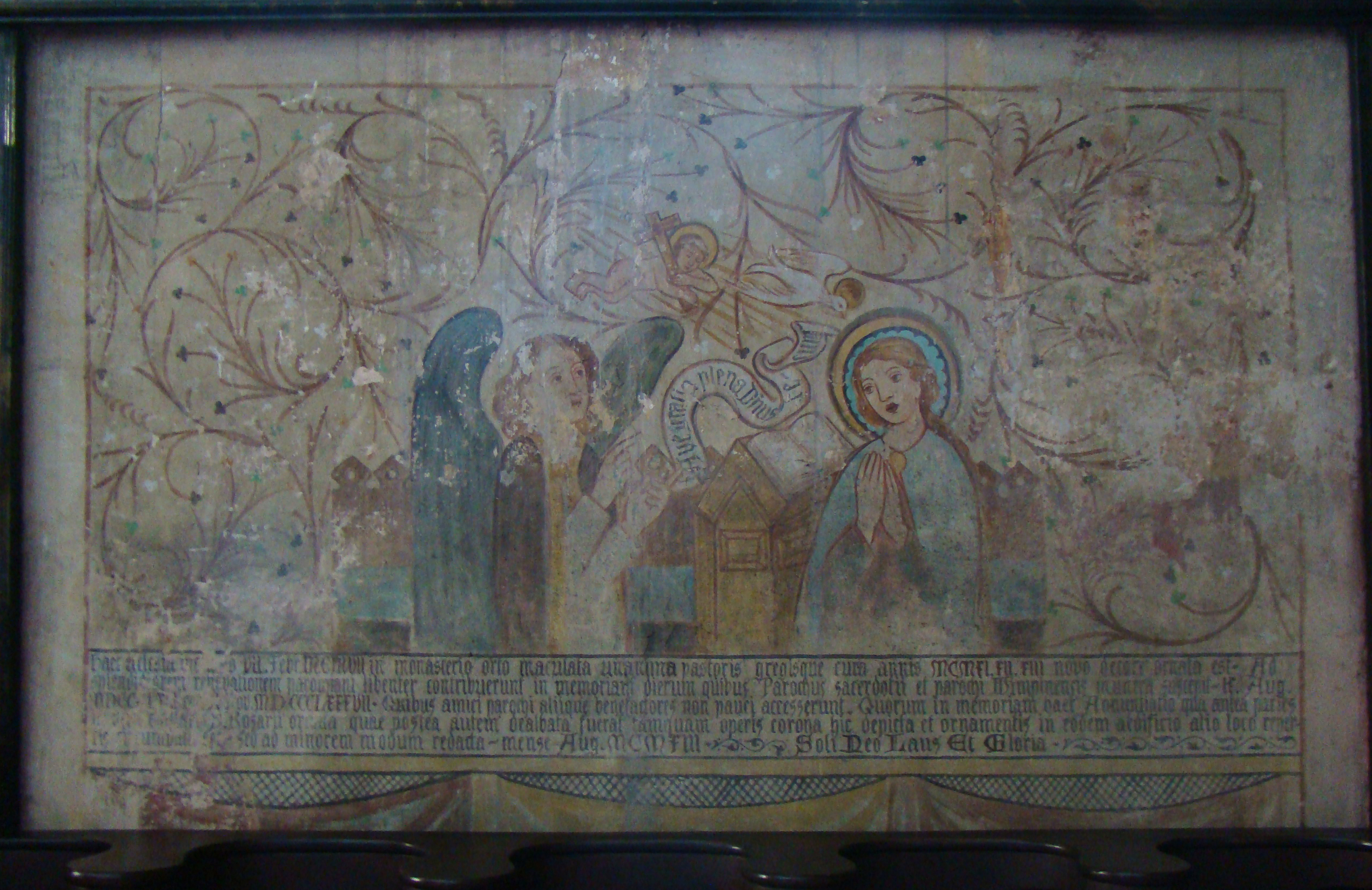
Wandmalerei im Chor
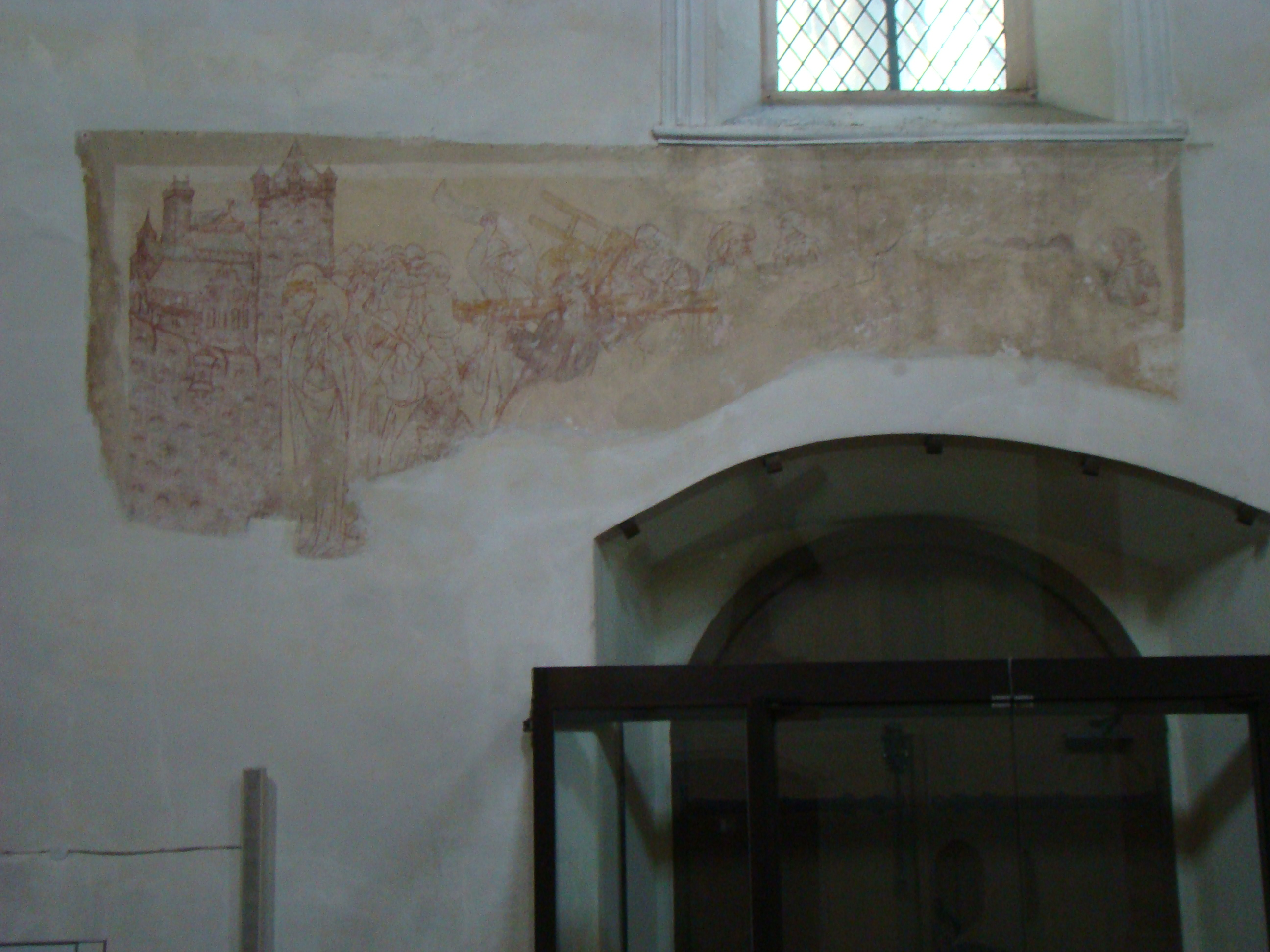
Wandmalerei an der nördlichen Langhauswand

#### Orgel
Die Orgel der Dominikanerkirche wurde in den Jahren 1749–1752 von Johann Adam Ehrlich aus Wachbach bei Bad Mergentheim erbaut. Das Instrument hat 34 Register auf zwei Manualen und Pedal. Der  Orgelprospekt von Christian Felderer zeigt als Figuren- und Ornamentschmuck eine von musizierenden Putten umgebene Muttergottes sowie vergoldetes Rankwerk.
| Hauptwerk C–c3 |                 |       |
| 1.             | Principal       | 8′    |
| 2.             | Gemshorn        | 8′    |
| 3.             | Bourdon         | 8′    |
| 4.             | Großgedackt     | 8′    |
| 5.             | Viola da Gamba  | 8′    |
| 6.             | Quintatön       | 8′    |
| 7.             | Octave          | 4′    |
| 8.             | Kleingedackt    | 4′    |
| 9.             | Quinte          | 2 ⁄3′ |
| 10.            | Superoctave     | 2′    |
| 11.            | Flageolet       | 2′    |
| 12.            | Mixtur V-IV     | 2′    |
| 13.            | Cornet IV       | 1′    |
| 14.            | Sesquialtera II | 1 ⁄3′ |
| 15.            | Trompete        | 8′    |

| II Oberwerk C–c3 |              |       |
| 16.              | Gedackt      | 8′    |
| 17.              | Salicional   | 8′    |
| 18.              | Biffara      | 8′    |
| 19.              | Principal    | 4′    |
| 20.              | Spitzflöte   | 4′    |
| 21.              | Traversflöte | 4′    |
| 22.              | Octave       | 2′    |
| 23.              | Flachflöte   | 2′    |
| 24.              | Quinte       | 1 ⁄3′ |
| 25.              | Mixtur IV    | 1′    |
| 26.              | Vox humana   | 8′    |

| Pedal C–d1 |               |     |
| 27.        | Principalbass | 16′ |
| 28.        | Violonbass    | 16′ |
| 29.        | Subbass       | 16′ |
| 30.        | Octavbass     | 8′  |
| 31.        | Violonbass    | 8′  |
| 32.        | Flötbass      | 4′  |
| 33.        | Nachthorn     | 2′  |
| 34.        | Posaune       | 16′ |

- Koppeln: II/I, I/P, II/P